# Мелітопольська операція
Меліто́польська опера́ція — фронтова наступальна операція радянських військ Південного (з 20 жовтня 1943 — 4-го Українського фронту) в Німецько-радянській війні. Складова частина Нижньодніпровської стратегічної операції — другого етапу битви за Дніпро.

## Перебіг
Проводилася у період з 26 вересня по 5 листопада 1943 після завершення Донбаської операції з метою розгрому 6-ї армії німецької групи армій «А» у Північній Таврії, яка відійшла на заздалегідь підготовлений рубіж на річці Молочна (одна з найукріпленіших ділянок «Східного валу», що прикривала підступи до Північної Таврії й Криму), та визволення Північної Таврії й виходу до пониззя Дніпра.
21 вересня війська Південного фронту по завершенні Донбаської операції підійшли до оборонного рубежу противника на річці Молочна, що являв собою 2-3 смуги оборони з розгалуженою системою траншей, довготривалих вогневих споруд, численних протитанкових і протипіхотних загороджень. Основним вузлом оборони було місто Мелітополь.
У ході наступу, розпочатого 26 вересня, планувалося завдати два удари: головний удар основними силами на північ від Мелітополя (4 армії, 2 танкові і 2 кавалерійські корпуси) та допоміжний, силами 28-ї армії, з району на південь від Мелітополя в обхід міста з південного заходу.
Наступ було розпочато на вимогу Ставки, щоб не дати супротивнику закріпитися на оборонному рубежі, практично без оперативної паузи, без належної підготовки та розвідки, попри втому військ і виснаженість матеріальних засобів. Багато в чому саме тому він практично захлинувся — за 5 днів військам при великих втратах вдалося вклинитися в оборону противника лише на 2-10 км.
З 30 вересня по 9 жовтня наступ було тимчасово зупинено. Провівши ретельний аналіз обстановки й виявивши, що командувач 6-ї армії перекидає значні сили з південного флангу на північний, Толбухін перегруповує основні сили у протилежному напрямку і завдає масованого удару по ослабленому угрупуванню противника. Перекидання у смугу 28-ї армії військ 51-ї армії, танкового і кавалерійського корпусів дозволило добитися найбільшого успіху на південному напрямку, і через два тижні після поновлення операції, 23 жовтня, Мелітополь було очищено від нацистів силами 51-ї армії у взаємодії з військами 28-ї армії. Одночасно війська, що наступали на північ від міста, також прорвали оборону і перерізали залізничну лінію Запоріжжя—Мелітополь.
У прорив на південь від Мелітополя було введено рухливу кінно-механізовану групу «Буря» у складі 4-го Кубанського кавалерійського і 19-го танкового корпусів, підтриманих авіацією. 24 жовтня німецькі війська були змушені почати загальний відступ. Переслідуючи противника, радянські війська 30 жовтня зайняли Генічеськ і вийшли на узбережжя затоки Сиваш, а 1 листопада, подолавши Турецький вал, увірвалися на Перекопський перешийок. До ночі 5 листопада війська вийшли до гирла Дніпро і захопили плацдарм на південному березі Сиваша.
Військам, які наступали, однак, не вдалося вибити противника із займаного ним плацдарму на лівому березі Дніпра, на південь від Нікополя і доВеликої Лепетихи.
У результаті операції війська фронту просунулися на захід і південний захід на 50-320 км, захопили майже всю Північну Таврію і блокували із суходолу кримське угрупування німецько-нацистських військ, створивши умови для відвоювання Криму і півдня Правобережної України.
18 частин і з'єднань, що найбільше відзначилися, отримали почесні назви Мелітопольські.